# Darwin Pantoja
Pour les articles homonymes, voir Pantoja (homonymie).
Pantoja  Tovar est un nom espagnol. Le premier nom de famille, en général paternel, est Pantoja ; le second, en général maternel, souvent omis, est Tovar.
Darwin Ferney Pantoja Tovar, né le 25 septembre 1990 à Túquerres (département de Nariño), est un coureur cycliste colombien.

## Biographie
Fin 2014, il prolonge son contrat avec la formation Colombia.

## Palmarès
- 2007
  - Tour de Colombie juniors
- 2011
  - 5e étape du Tour de Colombie espoirs
- 2012
  - 4e étape du Tour de Colombie espoirs
- 2013
  - 4e (contre-la-montre) et 5e étapes de la Clásica International de Tulcán
  - 2e étape du Tour de l'Équateur
- 2014
  - Vuelta a Putumayo

## Classements mondiaux
| Année            | 2011 |
| ---------------- | ---- |
| UCI America Tour | 231e |